# Ochoterenella
Ochoterenella ist eine Gattung der Filarien mit 16 Arten. Die Parasiten befallen Amphibien (Echte Frösche, Kröten und Ruderfrösche).

## Merkmale
Foleyellides hat die Merkmale der Waltonellini ohne seitlich neben der Mundhöhle gelegene Kutikula-Ausläufer und ohne Seiten- und Kaudalflügel. Die Kopfpapillen haben keine gegliederte Spitze. Die Vulva liegt nahe dem Ösophagus. Der Schaft des linken Spiculums ist zurückgebildet.

## Systematik
Zur Gattung gehören nach dem Interim Register of Marine and Nonmarine Genera folgende Arten:
- Ochoterenella albareti (Bain, Kim & Petit, 1979)
- Ochoterenella caballeroi Esslinger, 1987
- Ochoterenella chiapensis Esslinger, 1988
- Ochoterenella complicata Esslinger, 1989
- Ochoterenella convoluta Molin, 1958
- Ochoterenella digiticauda Caballero, 1944
- Ochoterenella dufourae (Bain, Kim & Petit, 1979)
- Ochoterenella figueroai Esslinger, 1988
- Ochoterenella guyanensis (Bain & Prod'hon, 1974)
- Ochoterenella lamothei Esslinger, 1988
- Ochoterenella nanolarvata Esslinger, 1987
- Ochoterenella oumari (Bain, Kim & Petit, 1979)
- Ochoterenella papuensis Johnston, 1967
- Ochoterenella royi (Bain, Kim & Petit, 1979)
- Ochoterenella scalaris Travassos, 1929
- Ochoterenella vellardi Travassos, 1929